# Raúl Fabiani
Raúl Iván Fabiani Bosio (Valencia, España, 23 de febrero de 1984) es un exfutbolista hispano-ecuatoguineano. Jugaba como ariete y se retiró en 2022 en las filas del Mare Nostrum. Fue internacional con la selección de Guinea Ecuatorial.

## Trayectoria
Se trata de un delantero centro de 1,98 centímetros de altura, considerado un auténtico depredador del área, muy peligroso en el juego de espaldas a portería y un rematador de lujo. 
Tras pasar por las categorías inferiores del Villarreal CF, probó fortuna en varios equipos de la Segunda División B, como Moralo CP, CP Cacereño y UD Lanzarote en los que destacó en su faceta goleadora.
En la temporada 2008/09 formando parte del CD Teruel en la tercera división metió 25 goles, convirtiéndose en uno de los máximos artilleros de la categoría.
En la temporada 2009/10 formando parte del Villajoyosa CF anotó doce goles en Segunda División B. Para la siguiente temporada firmaría con el CD Alcoyano, club con el que ascendería a la Segunda División A y se convertiría en uno de los jugadores más destacados, marcando el gol del partido de ida en el campo del Collao ante el CD Lugo. Además de marcar el gol número 1000 en la historia del club en Segunda División B.
Jugó en Segunda División en el conjunto peladillero donde marcó dos goles en siete partidos. Tras el descenso de los alcoyanos, firmó en el Huracán Valencia donde marcó cinco goles en 24 partidos. La temporada 2013–14 la inició en el Pune de la India, donde marcó dos goles en dos partidos para acabarla en el Huracán, aunque no encontró portería en once encuentros. A sus 30 años, la temporada siguiente siguió en 2.ª B en el C. D. Olímpic de Xàtiva. Para la 2015-16 se enroló en el Marbella F. C., pero abandonó el club andaluz en el mercado de invierno. En mayo de 2016 fichó por el CD Castellón con el equipo ya clasificado para los play-off de ascenso a Segunda división B. El conjunto albinegro se encontraba en ese momento sin ningún delantero de la primera plantilla disponible, debido a las lesiones de Rubén Fonte, Gaizka Sáizar, Antonio Martínez y Tariq Spezie.

## Selección nacional
Había sido convocado en 2011 por la selección de fútbol de Guinea Ecuatorial en dos ocasiones, pero no llegó a debutar.
Convocado para la Copa Africana de Naciones 2012, debuta finalmente el 29 de enero de 2012 en el partido contra Zambia.

## Clubes
| Club                    | País      | Año       |
| ----------------------- | --------- | --------- |
| Villarreal C. F. B      | España    | 2003–2004 |
| Moralo C. P.            | España    | 2004–2005 |
| C. P. Cacereño          | España    | 2005–2006 |
| U. D. Lanzarote         | España    | 2006–2007 |
| C. D. Teruel            | España    | 2007–2008 |
| Villajoyosa C. F.       | España    | 2008–2010 |
| C. D. Alcoyano          | España    | 2010–2012 |
| Huracán Valencia C. F.  | España    | 2012–2013 |
| Pune F. C.              | India     | 2013      |
| Huracán Valencia C. F.  | España    | 2014      |
| C. D. Olímpic de Xàtiva | España    | 2014–2015 |
| Marbella F. C.          | España    | 2015–2016 |
| C.D. Castellón          | España    | 2016      |
| Hong Kong Sapling       | Hong Kong | 2016      |
| Águilas FC              | España    | 2017–     |

## Estadísticas
| Club           | Temporada     | Liga               | Liga | Liga  | Copa | Copa  | Otro | Otro  | Total | Total |
| Club           | Temporada     | División           | PJ   | Goles | PJ   | Goles | PJ   | Goles | PJ    | Goles |
| -------------- | ------------- | ------------------ | ---- | ----- | ---- | ----- | ---- | ----- | ----- | ----- |
| C. P. Cacereño | 2005–06       | Tercera División   | 28   | 8     | 0    | 0     | 0    | 0     | 28    | 8     |
| Lanzarote      | 2006–07       | Segunda División B | 19   | 7     | 0    | 0     | 0    | 0     | 19    | 7     |
| Teruel         | 2007–08       | Tercera División   | 34   | 19    | 0    | 0     | 0    | 0     | 34    | 19    |
| Villajoyosa    | 2008–09       | Tercera División   | 37   | 11    | 0    | 0     | 0    | 0     | 37    | 11    |
| Villajoyosa    | 2009–10       | Segunda División B | 34   | 12    | 2    | 0     | 0    | 0     | 36    | 12    |
| Villajoyosa    | Total         | Total              | 71   | 23    | 2    | 0     | 0    | 0     | 73    | 23    |
| Alcoyano       | 2010–11       | Segunda División B | 28   | 12    | 0    | 0     | 4    | 1     | 32    | 13    |
| Alcoyano       | 2011–12       | Segunda División   | 7    | 2     | 0    | 0     | 0    | 0     | 7     | 2     |
| Alcoyano       | Total         | Total              | 35   | 14    | 0    | 0     | 4    | 1     | 39    | 15    |
| Huracán        | 2012–13       | Segunda División B | 24   | 5     | 1    | 0     | 5    | 2     | 30    | 7     |
| Pune           | 2013–14       | I-League           | 2    | 2     | 0    | 0     | 0    | 0     | 2     | 2     |
| Huracán        | 2013–14       | Segunda División B | 11   | 0     | 0    | 0     | 0    | 0     | 11    | 0     |
| C. D. Olìmpic  | 2014–15       | Segunda División B | 11   | 1     | 0    | 0     | 0    | 0     | 11    | 1     |
| Total carrera  | Total carrera | Total carrera      | 235  | 79    | 3    | 0     | 9    | 3     | 247   | 82    |